# Leonid Zamiatin
Leonid Mitrofanowicz Zamiatin (ros. Леони́д Митрофа́нович Замя́тин, ur. 9 marca 1922 w stanicy Staromichajłowskiej w obwodzie kubańskim, zm. 19 czerwca 2019) – radziecki polityk i dyplomata.

## Życiorys
Od 1944 członek WKP(b), 1944 ukończył Moskiewski Instytut Lotniczy, później Wyższą Szkołę Dyplomatyczną Ministerstwa Spraw Zagranicznych ZSRR, od 1946 pracownik MSZ ZSRR, w latach 1954–1957 radca Misji ZSRR przy ONZ. Od 1957 zastępca stałego przedstawiciela, a w latach 1959–1960 stały przedstawiciel ZSRR przy Międzynarodowej Agencji Energii Atomowej w Wiedniu, 1960–1962 pracownik centralnego aparatu MSZ ZSRR, 1962–1970 kierownik Wydziału Prasy i członek Kolegium MSZ ZSRR. Od 24 kwietnia 1970 do lutego 1978 dyrektor generalny Agencji Telegraficznej ZSRR przy Radzie Ministrów ZSRR, od 9 kwietnia 1971 do 24 lutego 1976 członek Centralnej Komisji Rewizyjnej KPZR, od 5 marca 1976 do 2 lipca 1990 członek KC KPZR, od lutego 1978 do 1982 kierownik Wydziału Propagandy Polityki Zagranicznej KC KPZR. Od 1982 do kwietnia 1986 kierownik Wydziału Informacji Międzynarodowej KC KPZR, od 10 kwietnia 1986 do 19 listopada 1991 ambasador nadzwyczajny i pełnomocny ZSRR w W. Brytanii. Laureat Nagrody Leninowskiej (1978). Pochowany na Cmentarzu Kuncewskim w Moskwie.